# إيوان فيليتي
إيوان كونستانتين فيليتي، واسمه الأول إيون أيضًا (8 مايو 1879 - 21 سبتمبر 1945) هو مؤرخ روماني، ودبلوماسي ومنظِّر محافظ، ويُشتهر بإسهامه في علوم التاريخ الاجتماعي والتاريخ القضائي، وعلم الأنساب، والدرعيات. كان عضوًا في الحزب المحافظ، ومساعد زعيمه الكبير تيتو مايوريسكو، ويعود ذلك إلى نسبه الأرستقراطي (بويار) وخلفيّته النخبوية. تركّز العديد من إسهاماته، بالرغم من تنوّعها، على نظرية التحديث في عهد نظام القانون الأساسي (البغدان والأفلاق) إبان القرن التاسع عشر، حينما كانت رومانيا خاضعة للإمبراطورية الروسية. كان فيليتي مؤرخًا، ويُذكر عنه مذهبه الكمالي، وتنقيح أعماله باستمرار.
كان ظهور فيليتي الأول في السياسة والدبلوماسية مكللًا بالنجاح، لكن مسيرته علقت في النزاعات. كان فيليتي ألمانوفيليًا في بداية الحرب العالمية الأولى، وعارض في سرّه الحلفَ بين رومانيا وقوى الحلفاء، فاختار البقاء خلف الأراضي المحتلة ألمانيًّا. انحدرت سمعته بعد أن خدم المتعاون مع الأعداء لوبو كوستاكي، فعمل في إحدى حكومات الأقاليم وترأس المسرح الوطني. مع ذلك، استطاع فيليتي إسقاط حكم الإعدام الذي صدر بحقّه بتهمة الخيانة. أصبح فيليتي معتزلًا، وصبّ اهتمامه على الثقافة والنقاشات الصحفية، وسُمح له بالعمل في المجلس التشريعي بعد عام 1926.
يحافظ فيليتي على المبادئ المحافظة الأصولية لمايوريسكو في أعماله السياسية المكتوبة بعد فترة طويلة من تفكك الحزب المحافظ. وازداد التصاقه بالتقاليد النخبوية، فذهب إلى انتقاد الحكومة المركزية وسيطرة الدولة والليبرالية الرومانية. دعم فيليتي النظام الدكتاتوري، المعروف باسم جبهة النهضة الوطنية، في مراحل لاحقة من حياته.

## سيرته

### أصله وحياته المبكرة
ينحدر نسب فيليتي الأبوي من شخصيات تاريخية بارزة تشابكت مسيرتها مع تاريخ الأفلاق، وهي منطقة رومانية جزئية تنتمي إلى الدولة السابقة ذاتية الحكم. تنحدر أصول عائلته من المهاجرين اليونانيين من إبيروس -حيث أقامت عائلة فيليتي إبان في القرن السابع عشر. ألّف الرهبان الذكور النسبةَ الأكبر من المستوطنين حينها، ووُثق وجودهم في إقليم بوزاو نحو عام 1786. فارتقى شخص اسمه دوسيتي فيليتي صفوف الكنيسة الرومانية الأرثوذكسية، وشغل منصب رئيس الأساقفة في ولاية الأفلاق، ونصّب قريبه كونستاندي على رأس أبرشية بوزاو. عدّ رئيس الأساقفة نفسه وطنيًا ولاشيًا، ذي عقلية تحررية، مع أن والده اشتهر بأنه روسوفيليٌّ. فموّل دوسيتي المدرسة اللاهوتية المحلية، حيث قدّمت منحًا دراسية للشباب من ولاية الأفلاق، ودعم أيضًا صناعة الطباعة الناشئة هناك. تحدّث دوسيتي، إلى جانب أفعاله السابقة، عن مناهضة العبودية وحماية نساء شعب الروما من أسيادهنّ الولاشيين، وتبرّع بالمال لإطلاق سراح ضحايا نظام الدوشيرمة العثماني. طُرد دوسيتي من منصبه، وعُزل على الفور بناءً على أوامرٍ روسيّة عندما أصبحت الأفلاق إحدى ملكيّات الإمبراطورية الروسية إبان فترة الاضطرابات.
ادعى المؤرخ أن نسبه يعود إلى الفرع غير الرهباني من عشيرة فيليتي. كان سيلفيسترو فيليتي أحد أوائل أصحاب المهن الخاصة في الأفلاق، وذاع صيته نحو العام 1810. أصبح آل فيليتي رومانيين كليًا في القرن العشرين، وحافظوا على رتبتهم الاجتماعية المتميزة في رومانيا. أما إيوان كونستانتين، المولود في بوخارست، فهو أحد أبناء العقيد كونستانتين فيليتي، والأخير هو ضابط مهمات خدم سابقًا لدى الحاكم الروماني (دومنيتوري). امتلكت العائلة حينها عقارًا ريفيًا في أليكسني ضمن مقاطعة إيالوميتا، وحافظت على صلات قوية بمنطقة إيالوميتا، حيث خدم العقيد فيليتي مرتين برتبة حاكم محلي. ورث إيوان من أبيه بغضًا وارتيابًا شديدين تجاه الحزب الليبرالي الوطني السائد، وهي المشاعر التي أفضت به إلى السياسات المحافظة: فعدّ كونستانتين نفسه ضحية سياسية من ضحايا مؤسسة الحزب الليبرالي الوطني، وعائلة براتيانو خصوصًا. أنجب العقيد فيليتي ابنًا آخرًا اسمه ألكسندرو، لكن الأخير يُعرف باللقب الأشهر فيليتي روبانيشتي.
يعود نسب الأم، إيلينا، إلى عائلة غيكا النبيلة، فشغل والدها ميهايل غيكا رتبة ضابط ركنٍ في الجيش الملكي، ودام زواجه من الكاتبة إيلينا فاكاريسكو فترةً قصيرة. ينحدر إيوان، حسب أقرباء أمه الآخرين، من نسل عائلة نبيلة من بويار مدينة سلاتينا الرومانية (سلاتينانوس).
درس إيوان في كلية القديس سافا الوطنية، وزامل السياسيّ المستقبلي وخصمه إيون جي. دوكا. كان إيوان طالبًا نبيهًا، فاستحقّ أعلى درجات الشرف سنويًا، وانتقل لاحقًا إلى معهد الدراسات السياسية بباريس. كان المجلّد المكتوب باللغة الفرنسية، بعنوان الدور الدبلوماسي للفناريّين منذ 1700 وحتى 1821، أولى أعماله التاريخية المنشورة. حمل المجلد توقيع جان سي. فيليتي، والأرجح أنّ المجلّد هو رسالة الإجازة الجامعية التي حصل عليها، لكنه لم يندرج تحت اسم مؤلفه الحقيقي في السيرة الذاتية الرسمية، مع أنّه لاقى إشادة جيدة من طرف النقاد. أصبح إيوان دكتورًا جامعيًا في الحقوق عام 1904، فنشر المسوّدة الأولى عن دراسته، بعنوان القانون الأساسي، لتكون أول دستور لرومانيا.

### انخراطه في الحياة العامة
انخرط فيليتي الشاب في السلك الدبلوماسي على نحو مبكر وملفت للنظر، وبقي في مقرّ المفوضية الرومانية في فرنسا. صمّم إيوان على إحراج وزير الخارجية الروماني إيون براتيانو، المنتمي إلى الحزب الوطني الليبرالي، عبر الامتناع عن إرسال كافة موظفي المفوضية لاستقباله في زيارة رسميّة أجراها الوزير. صبّ فيليتي اهتمامه على البحث عن أرشيف عائلته إبان رحلاته التي عاد فيها إلى رومانيا، ونشر في عام 1910 مجلّدًا بعنوان مؤسسة الأسقف دوسيتي فيليتي الثقافية، منذ تأسيسها وحتى اليوم. سعى فيليتي، أثناء إجراء الأبحاث المتعلقة بعمله، إلى الحصول على معلومات من مدرسة علم الأنساب في اليونان ومقدونيا، والدبلوماسيين الرومانيين العاملين في إسطنبول. لازمت فيليتي نزعةٌ كمالية، فنقّح عمله باستمرار بعد ظهور أي بيانات جديدة، وأعلن في عام 1936 أن نسخة عام 1910 غير صالحة للاستعمال إطلاقًا.
انجذب فيليتي بعد فترة قصيرة إلى المؤسسة المحافظة، عبر السياسة والعلاقات العائلية. فكان لزوجته ألكساندريا (ساندا)، وأصلها من أحد فروع عشيرة غيكا، علاقة قرابة بعيدة مع اثنين من زعماء وعمداء الجناح المحافظ لعائلة كانتاكوزينو السياسية. الأول هو جيورجي غريغوري كانتاكوزينو الذي شغل منصب رئيس وزراء رومانيا مرّتين، والثاني هو قطب الصحافة غريغوري جي. كانتاكوزينو. لذا كانت زوجته على قدرٍ كبير من الثراء. كان فيليتي حينها على اتصال مع جمعية جونيما الأدبية، وهي نادٍ محافظ باطني متخصّص بالنقد الثقافي، هيمن عليه راعي الأدب المسن تيتو مايوريسكو. ذكر العالم السياسي إيوان ستانومر، في عام 2008، أن الدبلوماسي الشاب كان «أحد أفراد جونيما الأصيلين الذين شهدوا نهاية هذا العالم». آمن فيليتي المؤرخ، مثل كافة علماء التاريخ والعقائديين الذين نشؤوا على يد جمعية جونيما، بضرورة الحفاظ على الأراضي التي يمتلكها البويار، وشارك أيضًا في النقاش، طويل الأمد، المناوئ لطرح المؤرخين النخبويين المناصر للقانون الطبيعي، وهو ما يشير إليه العالم السياسي فيكتور ريزيسكو.
كتبت جورجيتا بينيلا فيليتي، وهي كاتبة سيرة فيليتي وكنّته التي تزوجت بعد وفاته، أن الأخير أصبح مدافعًا تبريريًا عن المذهب المحافظ، حتى في العقد الثاني من القرن العشرين، فشعر أنه ملزمٌ بتبرير خط الحزب بأسلوب لاذعٍ ولامبالٍ. سار فيليتي على نهج كبار جمعية جونيما، مثل مايوريسكو وبيتري كارب، في ازدراء نجم المذهب المحافظ الروماني الصاعد تاكي إيونيسكو، فوصفه بالمناور الذي لم تصدر في حقّه تهمٌ حقيقية.